# Smith (telessérie)
Smith é um drama norte-americano que teve vida curta no canal americano CBS. A série foi cancelada após a exibição de apenas 3 episódios dos 7 produzidos, sendo a 1ª série da temporada a ter produção encerrada.
A série teve seus 7 episódios exibidos no canal pago Warner Channel no Brasil. A série foi também emitida em Portugal pelo canal FOX:NEXT.

## Sinopse
Um grupo de ladrões profissionais se escondem mantendo vidas normais. O líder, Bobby Steven (Ray Liotta) tenta acabar com sua vida de crimes após mais alguns roubos. Seu plano não se concretiza, e sua esposa Hope (Virginia Madsen) começa a suspeitar dele.

## Recepção da crítica
Smith teve recepção mista por parte da crítica especializada. Com base de 29 avaliações profissionais, alcançou uma pontuação de 60% no Metacritic. Por votos dos usuários do site, atinge uma nota de 8.8, usada para avaliar a recepção do público.